# PL-16
De PL-16 (NAVO-codenaam CH-AA-X-13) is een hypersonische met radar geleide lucht-luchtraket van China.
De taak zou zijn AWACS en tankvliegtuigen uit te schakelen.
De raket is vergelijkbaar met de Amerikaanse AIM-120 AMRAAM.
De PL-16 is een verbeterde versie van de PL-15 met opvouwbare vinnen zodat er 6 in plaats van 4 in het wapenruim van de Chengdu J-20 passen, maar met dezelfde specificaties als PL-15.